# Elder Kindred
Elder Kindred war eine britische Rockband, die in Huntingdon, Cambridgeshire, beheimatet war.

## Geschichte
Noch unter dem Namen Slow Dog erschien 1972 die einzige Single dieser Phase. Auf der ebenfalls einzigen LP, nun als Elder Kindred, die erst viele Jahre nach ihrer Auflösung erschien, befinden sich Aufnahmen aus dem Zeitraum von Januar 1971 bis Februar 1973, die mit drei verschiedenen Bassisten entstanden. Auf Tour war die von „Rufus Manning Associates“ gemanagte Gruppe unterstützend mit Bands wie Sam Apple Pie, UFO, Renaissance und Uriah Heep unterwegs. Bald nach den letzten existierenden Aufnahmen löste sie sich 1973 wieder auf.

## Diskografie
- 1973: Kindred Spirits (LP; Veröffentlichung 1998 bei AudioArchives AACD029)[1]